# Celia Au
Celia Au es una actriz y cineasta estadounidense afincada en Manhattan. Ha aparecido en las series de televisión Lodge 49 (2018-2019) y Wu Assassins (2019).

## Filmografía

### Películas
| Año  | Título                         | Role                         | Notas                  |
| ---- | ------------------------------ | ---------------------------- | ---------------------- |
| 2008 | Heaven's Messenger             | Hallway Orderly              |                        |
| 2009 | Chasing the Green              | A & R Employee               |                        |
| 2010 | Beware the Gonzo               | Gender Bender #2             |                        |
| 2010 | God's Land                     | Woman in Church              |                        |
| 2011 | Detachment                     | Ellen                        | como Sze Ming Au       |
| 2011 | 5000 Friends                   |                              | cortometraje           |
| 2011 | We Are the Hartmans            | Baxter Fan                   |                        |
| 2012 | Bad Tara                       | Bad Tara                     |                        |
| 2012 | Sonic                          | Jade                         | cortometraje           |
| 2013 | Video Game                     | Sagani                       | cortometraje           |
| 2013 | The Unity of All Things        |                              |                        |
| 2013 | Chinese Puzzle                 | Une skater                   |                        |
| 2014 | Grind                          | Photographer                 | cortometraje           |
| 2014 | Revenge of the Green Dragons   | Bobo                         | [ 4 ]                  |
| 2015 | People Places Things           | Celia                        | [ 4 ]                  |
| 2015 | Demolition                     | Punk Girl                    |                        |
| 2015 | Sphere                         |                              | cortometraje           |
| 2016 | White Girl                     | Partygoer #1                 | como Szeming Celia Au  |
| 2016 | AWOL                           | College Girl #4              |                        |
| 2016 | Eugenia and John               | Korean Student               |                        |
| 2016 | The Last Tip                   | Ming                         | cortometraje           |
| 2016 | Once in a Lifetime             | Nightmare                    | película de televisión |
| 2016 | Daykwon                        | Erin                         | cortometraje           |
| 2017 | Where Is Kyra?                 | Eve                          |                        |
| 2017 | Well, Bitch                    | Samantha #1                  | cortometraje           |
| 2017 | High School Noir               | Melanie Pate                 | película de televisión |
| 2017 | Extraction (Virtual Reality)   | Ester                        | cortometraje           |
| 2018 | Paterno                        | Cathy, Newhouse's secretary. |                        |
| 2018 | Tomato & Eggs                  | Lisa                         | cortometraje           |
| 2018 | Black Dragon                   | Chau                         | cortometraje           |
| 2019 | In A New York Minute           | Nina Wong                    |                        |
| 2020 | Once Upon a Time in the Bamboo | Female Warrior Feng          | cortometraje           |
| 2021 | The Complaint                  | Student                      | cortometraje           |
| 2021 | Shoplifters of the World       | Siouxsie Chu                 |                        |
| 2021 | Snakehead                      | Jai                          |                        |
| 2021 | Made in Chinatown              | Suzie Wong                   |                        |
| 2021 | Sub-Zero vs Scorpion           | Narrator                     | cortometraje           |
| 2023 | Asian Persuasion               | Arden Chan                   | Posproducción          |
| 2022 | She Said                       | Hong Kong Waitress           |                        |
| 2023 | Doors We Open                  | Lia                          | Posproducción          |

### Series de televisión
| Year       | Title                         | Role                | Notes                                 |
| ---------- | ----------------------------- | ------------------- | ------------------------------------- |
| 2011       | Jon Benjamin Has a Van        | Kid                 | Episodio: "Breakdown Van"             |
| 2014-2015  | Gotham                        | Zsasz Henchwoman #2 | Recurring; 3 episodios.               |
| 2016       | Vinyl                         | May Pang            | Episodio: " E.A.B."                   |
| 2017       | Iron Fist                     | Mary                | Episodio: "Lead Horse Back to Stable" |
| 2017       | Madam Secretary               | Translator          | Episodio: "Good Bones"                |
| 2018       | Lodge 49                      | Alice Ba            | Recurring; 12 episodios.              |
| 2019       | Wu Assassins                  | Ying Ying           | Main role; 7 episodios.               |
| 2020; 2023 | Awkwafina Is Nora from Queens | Grace               | 2 episodios                           |
| 2021       | High Herstory                 | Hua Mulan           | Episodio: "Hua Mulan"                 |
| 2022       | The Equalizer                 | Chloe San           | Episodio: "Chinatown"                 |